# Pittsfield (Massachusetts)
Pittsfield és una població dels Estats Units i seu del comtat de Berkshire a l'estat de Massachusetts. Segons el cens del 2007 tenia 42.931 habitants.

## Demografia
Segons el cens del 2000, Pittsfield tenia 45.793 habitants, 19.704 habitatges, i 11.822 famílies. La densitat de població era de 434,1 habitants/km².
Dels 19.704 habitatges en un 27,3% hi vivien nens de menys de 18 anys, en un 42,9% hi vivien parelles casades, en un 13,1% dones solteres, i en un 40% no eren unitats familiars. En el 34% dels habitatges hi vivien persones soles el 14,3% de les quals corresponia a persones de 65 anys o més que vivien soles. El nombre mitjà de persones vivint en cada habitatge era de 2,26 i el nombre mitjà de persones que vivien en cada família era de 2,89.
Per edats la població es repartia de la següent manera: un 23,2% tenia menys de 18 anys, un 6,9% entre 18 i 24, un 28,3% entre 25 i 44, un 23% de 45 a 60 i un 18,6% 65 anys o més.
L'edat mediana era de 40 anys. Per cada 100 dones de 18 o més anys hi havia 86,2 homes.
La renda mediana per habitatge era de 35.655 $ i la renda mediana per família de 46.228$. Els homes tenien una renda mediana de 35.538 $ mentre que les dones 26.341$. La renda per capita de la població era de 20.549$. Entorn del 8,9% de les famílies i l'11,4% de la població estaven per davall del llindar de pobresa.

## Poblacions més properes
El següent diagrama mostra les poblacions més properes.